# 延岡市立緑ヶ丘小学校
延岡市立緑ヶ丘小学校（のべおかしりつ みどりがおかしょうがっこう）は、宮崎県延岡市緑ケ丘にある公立小学校。

## 沿革
- 1958年（昭和33年） - 延岡市立南小学校の分校として設置。
- 1959年（昭和34年） - 延岡市立緑ヶ丘小学校として分離。
- 2015年（平成27年）度 - 耐震化事業実施[1]。

## クラブ(2021年時点)
ここにおけるクラブとは、4、5、6年生が主に火曜日の6時間目に行う部活動のようなものである。
- テーブルゲームクラブ
- パソコンクラブ
- 屋外運動クラブ
- 屋内運動クラブ
- 図工クラブ

## 通学区域
緑ヶ丘小学校の通学区域には以下の区域が指定されている。
- 塩浜町一丁目の一部
- 浜町の一部
- 平原町五丁目の一部
- 緑ケ丘

## アクセス
- バス - 宮崎交通雷管-桜ヶ丘線「緑ヶ丘」下車